# Langtoft, Lincolnshire
Langtoft är en ort och civil parish i Storbritannien.   Den ligger i grevskapet Lincolnshire och riksdelen England, i den sydöstra delen av landet, 130 km norr om huvudstaden London. Langtoft ligger 9 meter över havet och antalet invånare är 1 967.
Terrängen runt Langtoft är platt, och sluttar österut. Runt Langtoft är det tätbefolkat, med 427 invånare per kvadratkilometer. Närmaste större samhälle är Peterborough, 15,2 km söder om Langtoft. Trakten runt Langtoft består till största delen av jordbruksmark.